# Pottenhof
Pottenhof ist ein Gemeindeteil von Dieterskirchen im Oberpfälzer Landkreis Schwandorf in Bayern. 

## Geographische Lage
Pottenhof befindet sich ungefähr einen Kilometer östlich von Dieterskirchen und 600 Meter südlich der Staatsstraße 2398 nahe der Ascha.

## Geschichte

### Anfänge bis 16. Jahrhundert
Die Verbindung der Gutsinhaber von Dieterskirchen und Pottenhof reicht bis in das 14. Jahrhundert zurück.
1385 wurde „Niclas der Grinawer von Pottenhof“ erwähnt.
Er war mit Ruger Warberger verwandt, der 1387 als „Besitzer von Dieterskirchen“ genannt wurde.
In der Schlacht bei Hiltersried, die Pfalzgraf Johann 1433 gegen die Hussiten führte, starb einer der mitkämpfenden Pottenhofer.
Ulrich Tägen gab 1468 das Erbrecht eines Hofes in Pottenhof an das Kloster Schönthal.
1488 bis 1544 war Sebastian Prucker Landsasse auf Pottenhof.
Ihm folgte 1545 bis 1563 Hans Georg von Plankenfels, dessen Bruder Silvester Besitzer von Dieterskirchen war.
Als weitere Besitzer wurden 1570 „Georg Kretzel“ und nach ihm „Oswald Ruland“ verzeichnet.
Die Erben Oswald Ruhlands verkauften Pottenhof an Johann Bernhard Freiherr von Stauf, bei dem es bis zu seinem Tod 1598 blieb.
Im Visitationsprotokoll von 1582 wurde Pottenhof als „Teil der Pfarrei Dieterskirchen“ aufgeführt.

### 17. bis 18. Jahrhundert
1600 heiratete Albrecht von Wildenstein die Tochter Susanne des Johann Bernhard Freiherrn von Stauf und herrschte dadurch über Dieterskirchen und Pottenhof.
1622 wurde „Pottenhof mit einem Hof, Inhaber Albrecht von Wildenstein, als Teil der Hofmark Dieterskirchen“ verzeichnet.
1629 fielen Dieterskirchen und Pottenhof an die Tochter Maria Brigitta des Albrecht von Wildenstein und ihren ersten Ehemann Friedrich Wilhelm von Ebleben.
Als dieser 1645 starb, heiratete Maria Brigitta Hanns Albrecht Horneck von Hornberg, wodurch der Besitz Dieterskirchen und Pottenhof an die Familie Horneck von Hornberg überging, wo er bis zum Ende des Alten Reiches verblieb.
Im Steuerbuch von 1631 wurde „ein Hof in Pottenhof als Lehen des Bürgermeisters und Rates von Rötz mit einem Inwohner und 13 Rindern als zum Inneren Amt Neunburg gehörend“ aufgeführt.
Zur Hofmark Dieterskirchen gehörten in Pottenhof ein Hof, zwei Güter, ein Gütel, 6 Häusel, eine Mühle (Pottenhofermühle), drei Inwohner (darunter ein Hüter), 21 Rinder, vier Schweine und eine Ziege.
1661, nach dem Ende des Dreißigjährigen Krieges, gab es in Pottenhof einen Hof, der Lehen des Bürgermeisters und Rates von Rötz war mit einem Inwohner (Hofbauer) und 11 Rindern,
außerdem, zur Hofmark Dieterskirchen gehörend, drei Güter (eines davon öd und eingefallen), ein Gütel, 6 Häusel (eines davon öd und eingefallen), eine Mühle (Pottenhofermühle), ein Inwohner (Hütmann), 23 Rinder und zwei Schweine.
1748/49 war Pottenhof im Besitz von Friedrich von Bergles und 1783 im Besitz des Barons von Horneck. 
Ende des 18. Jahrhunderts hatte Pottenhof 14 Anwesen und ein Gemeinde-Hüthaus.

### 19. Jahrhundert bis Gegenwart
Zu Beginn des 19. Jahrhunderts wurde staatlicherseits versucht, die Verwaltungsstruktur zu vereinfachen und – gegen den zähen Widerstand der Besitzer – die Gerichtsbarkeit auf den Staat zu übertragen. Dieser Prozess verlief in mehreren Schritten.
Durch Säkularisation und Mediatisierung wurden die zersplitterten territorialstaatlichen Gebilde und die differenzierte Struktur der gerichts- und grundherrlichen Zuordnungen beseitigt und versucht, die gutsherrlichen Rechte nach und nach zu reduzieren.
Es wurden Landgerichte älterer Ordnung gebildet.
Entsprechend einer Verordnung von 1808 wurde das Landgericht Neunburg vorm Wald in 55 Steuerdistrikte unterteilt.
Dabei bildete Dieterskirchen mit den Ortschaften Bach, Dieterskirchen, Kolmhof, Pottenhof, Pottenhofermühle, Saggau, Silbermühle, Stegen und Weichelau einen Steuerdistrikt.
Pottenhof hatte zu dieser Zeit 21 Anwesen, 104 Einwohner, einen Schneider, einen Schuhmacher, zwei Weber und einen Wirt.
1820 wurden Ruralgemeinden gebildet.
Dabei entstand die Ruralgemeinde Dieterskirchen, die aus den Ortschaften Dieterskirchen mit 44 Familien, Pottenhof mit 21 Familien, Neudeck mit 5 Familien, Kolmhof mit 2 Familien und der Einöde Einödhof mit einer Familie bestand.
Für die zunächst weiter bestehenden Patrimonialgerichte wurden im Organischen Edikt über die Patrimonialgerichtsbarkeit Vorschriften erlassen, die darauf zielten, nur noch größere und zusammenhängende Territorien zuzulassen. 
Daneben wurde jede Gelegenheit wahrgenommen, Patrimonialgerichte aufzulösen und die Gerichtsbarkeit an die Landgerichte einzuziehen.
Pottenhof gehörte mit 21 Familien zu Beginn des 19. Jahrhunderts zum Patrimonialgericht I. Klasse Dietrichskirchen, das Anton Freiherr von Horneck innehatte.
Allerdings erging für Pottenhof diesbezüglich kein definitiver Bescheid, weil es zur Gutsherrschaft nicht handlohnpflichtig war. 
1848 wurden die feudalen Privilegien abgeschafft und die Patrimonialgerichte aufgelöst.
Die Gerichtsbarkeit und die Polizeigewalt ging damit endgültig und vollständig an den Staat über.
Zum Stichtag 23. März 1913 (Osterfest) wurde Pottenhof als „Teil der Pfarrei Dieterskirchen mit 22 Häusern und 92 Einwohnern“ aufgeführt.
Am 31. Dezember 1990 hatte Pottenhof 81 Einwohner und gehörte zur Pfarrei Dieterskirchen.

## Kultur und Sehenswürdigkeiten
Siehe auch: Liste der Baudenkmäler in Dieterskirchen#Pottenhof und Liste der Bodendenkmäler in Dieterskirchen

## Schloss Pottenhof
Das sich dort befindliche Schloss Pottenhof wird als Bodendenkmal unter der Aktennummer D-3-6540-0048 im Bayernatlas als „archäologische Befunde des Mittelalters und der frühen Neuzeit im Bereich des ehem. Schlosses Pottenhof“ geführt. Ebenso ist es unter der Aktennummer D-3-76-122-14 als denkmalgeschütztes Baudenkmal von Pottenhof verzeichnet.

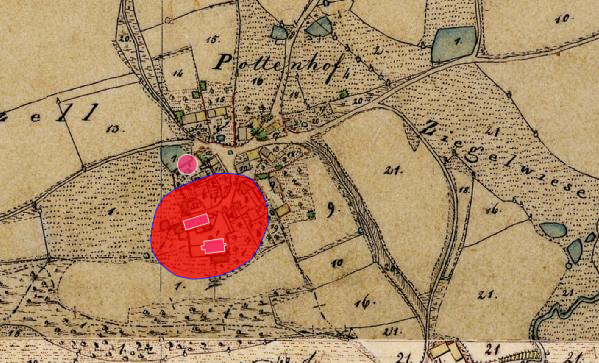
Lageplan von Schloss Pottenhof auf dem Urkataster von Bayern